# Giuseppe dalla Torre
Giuseppe dalla Torre del Tempio di Sanguinetto (Roma, 27 de agosto de 1943-Ibidem., 3 de diciembre de 2020) fue un jurista, canonista y académico italiano.

## Biografía
Descendía de una antigua familia de Condes, originaria de Treviso y traslados posteriormente a Roma, que siempre ha estado vinculada a la Santa Sede; su abuelo Giuseppe fue director de L'Osservatore Romano, mientras que su hermano Giacomo fue gran maestro de la Soberana Orden Militar de Malta.
Concluido el bachillerato, se decantó por los estudios jurídicos, realizados en la Universidad de Roma La Sapienza, donde se licenció en Derecho (1967), y en la Pontificia Universidad Lateranense, donde amplió sus conocimientos en Derecho Canónico con un doctorado (1968). 
Dalla Torre comenzó su carrera académica en la Universidad de Módena y Reggio Emilia. Posteriormente se convirtió en profesor asistente en la Universidad de Bolonia, donde obtuvo la tituralidad en 1980. En dicha Universidad dio clase en la Facultad de Derecho, realizando cursos de Derecho Eclesiástico (1980-1990) y de Derecho Constitucional (1987-1990).
Su profundo conocimiento del in utroque iure tuvo un peso significativo en su nombramiento como secretario de la delegación del gobierno italiano que participó con la delegación vaticana en los trabajos de la Comisión Mixta para la revisión del Concordato de Letrán (1976-1983).
Asumió diversos cargos en la Santa Sedeː presidente del Tribunal del Estado de la Ciudad del Vaticano (1997-2019); consultor de algunos dicasterios papales
La relación entre la Iglesia y la comunidad política es un tema que Giuseppe Dalla Torre desarrolló en los cursos realizados en diversas Universidades Pontificias de Roma (Universidad Lateranense, Urbaniana, Angelicum). Fue rector de la Universidad LUMSA, hasta 2014. En esa misma universidad fue profesor de Derecho Canónico, después de haber realizado allí cursos de Derecho Público y Derecho Eclesiástico durante mucho tiempo. 
En el campo académico ocupó los cargos de vicepresidente de la Coordinación Regional de las Universidades del Lacio (CRUL) y vicepresidente de la Conferencia de Rectores de Universidades Italianas (CRUI).
Como jurista católico Giuseppe Dalla Torre formó parte de la Unión de Juristas Católicos de Italia, de la que también fue presidente nacional. Fue miembro del Comité Nacional de Bioética, establecido en la Presidencia del Consejo de Ministros.
Dalla Torre fue gobernador general de la Orden Ecuestre del Santo Sepulcro de Jerusalén (2011-2017).
Falleció el 3 de diciembre de 2020 a los 77 años de edad en su ciudad natal a causa de complicaciones por el virus COVID-19.
El cardenal Pietro Parolín presidió el funeral del profesor Della Torre, el 5 de diciembre en la Basílica de san Pedro.

## Publicaciones
- L'attività assistenziale della Chiesa nell'ordinamento italiano, Giuffrè, Milano, 1977
- Chiesa particolare e comunità politica, Mucchi, Modena, 1983
- La riforma della legislazione ecclesiastica. Testi e documenti per una ricostruzione storica, Pàtron, Bologna, 1985
- La questione scolastica nei rapporti fra Stato e Chiesa, II edizione, Pàtron, Bologna, 1989
- Il primato della coscienza. Laicità e libertà nell'esperienza giuridica contemporanea, Studium, Roma, 1992
- Le frontiere della vita. Etica, bioetica e diritto, Studium, Roma, 1997
- Diritto e Santità. Sondaggi nella Storia del diritto Canonico, Giappichelli, Torino, 1999
- La cittadinanza. Problemi e dinamiche in una società pluralistica (raccolta, con Francesco D'Agostino), Giappichelli, Torino, 2000
- Lezioni di diritto ecclesiastico, II edizione, Torino, 2002
- Europa, quale laicità? San Paolo, Cinisello Balsamo, 2003
- La Libera Università "Maria Ss. Assunta" – LUMSA. Storia di un'idea, Aracne, Roma, 2003
- Il fattore religioso nella costituzione – Analisi e interpretazioni – II edizione, Giappichelli, Torino, 2003
- Carlo d'Austria. Ritratto spirituale, II edizione rivista e aggiornata, Ancora, Milano, 2004
- Radio Vaticana e ordinamento italiano (cura, con Cesare Mirabelli), Giappichelli, Torino, 2005
- Annali 2002-2004 (cura), Giappichelli, Torino, 2005
- Conoscere il Diritto Canonico (con Geraldina Boni), Studium, Roma, 2006
- Conoscere il diritto Ecclesiastico, con Paolo Cavana, Studium, Roma, 2006
- Matrimonio e famiglia. Saggi di Storia del diritto, Aracne, Roma, 2006
- Lezioni di Diritto Canonico, 3. vyd., Giappichelli, Torino, 2006
- L'archetipo dell'amore fra gli uomini. Deus caritas est: riflessione a più voci sull'Enciclica di Benedetto XVI, Studium, Roma, 2007
- Lessico della laicità, Studium, Roma, 2007
- La città sul monte. Contributo ad una teoria canonistica sulle relazioni fra Chiesa e Comunità politica, 3. vyd., Ave, Roma, 2007
- Dio e Cesare. Paradigmi cristiani nella modernità, Città Nuova, Roma, 2008
- Lezioni di diritto ecclesiastico, 4. vyd, Giappichelli, Torino, 2011
- Papi di famiglia, Marcianum, Venezia 2020.